# 王作孚
王作孚（?—?），字汝惠，號春亭，贵州綏陽人，晚清官员，同進士出身。

## 生平
咸豐三年（1853年）癸丑科進士，三甲七十一名，官山東知縣，薦升鹽運使。